# Veselin Đuranović
Veselin Đuranović, cyr. Веселин Ђурановић (ur. 17 maja 1925 w Danilovgradzie, zm. 30 sierpnia 1997 tamże) – komunistyczny polityk czarnogórski.
Veselin Đuranović urodził się we wsi, obecnie mieście Danilovgrad na terenie Królestwa Serbów, Chorwatów i Słoweńców.
W latach 1963–1966 pełnił funkcję prezydenta Rady Wykonawczej SR Czarnogóra. Następnie służył jako prezes Komitetu Czarnogórskiej Partii Komunistycznej.
Od 1977 do 1982 premier Jugosławii, a w okresie od 15 maja 1984 do 15 maja 1985 pełnił funkcję przewodniczącego Prezydium Socjalistycznej Federalnej Republiki Jugosławii.